# Weickelsdorf
Weickelsdorf ist ein Ortsteil der Stadt Osterfeld in Sachsen-Anhalt.

## Lage
Weickelsdorf liegt östlich der Bundesautobahn 9 neben Roda an der Anschlussstelle Droyßig an der Landesstraße 198 in einem landwirtschaftlich geprägten Gebiet südlich der Stadt Osterfeld.

## Geschichte
Das Dorf wurde 1350 erstmals urkundlich genannt.
Weickelsdorf war bereits vor der Reformation Pfarrsitz, was auch nach Einführung des evangelischen Glaubens 1539 beibehalten wurde.
Der Ort liegt an der ehemaligen Bahnstrecke Zeitz–Camburg und hatte während deren Bestehen einen kleinen Bahnhof.
Am 1. März 2004 wurden die Gemeinden Kleinhelmsdorf und Weickelsdorf (mit Roda) zur Gemeinde Heidegrund zusammengeschlossen. Diese wurde wiederum 2010 nach Osterfeld eingemeindet.

## Persönlichkeiten
- Frithjof Bergmann (1930–2021), US-amerikanischer Philosoph und Anthropologe